# Acrodon deminutus
Acrodon deminutus är en isörtsväxtart som beskrevs av Klak. Acrodon deminutus ingår i släktet Acrodon och familjen isörtsväxter. Inga underarter finns listade i Catalogue of Life.